# FLiP
FLiP(플립, フリップ)은 일본의 오키나와 출신 여성 록 밴드이다.

## 구성원[1]
- 사치코 (도나키 사치코, 渡名喜 幸子）

1988년 5월 24일생.
기타&보컬 담당.
- 유코 (나가도 유코, 長堂 祐子)

1989년 3월 11일생.
기타&코러스 담당.
- 사야카 (미야기 사야카, 宮城 佐野香)

1988년 4월 14일생.
베이스 기타 담당.
- 유미 (다마키 유미, 玉城 裕未)

1989년 3월 31일생.
드럼&코러스 담당.

## 결성[1]
- 2005년 10월 6일 금요일, 오키나와 나하시의 맥도날드에서 사치코가 "멋있는 걸즈 밴드를 만들고 싶다!"라는 생각으로 유코와 이야기를 시작했다. 그 뒤 유코, 사야카, 유미의 순서로 멤버 가입했다.
- 밴드 이름 "FLiP"의 "i"는 소문자로 쓰는 것이 더 눈에 띄고 예뻤기 때문에 소문자로 표기하기로 했다.

## 내력
- 2005년 10월 6일, 밴드 FLiP 결성.
- 2008년 6월 25일, 1st 미니 앨범 "母から生まれた捻くれの唄" 발매로 인디즈 데뷔.
- 2009년 3월 20일 - 3월 29일, "Japan Nite US tour 09" 참가.
- 2009년 5월 20일, 2nd 미니 앨범 "感傷中毒" 발매.
- 2009년 5월 22일 - 6월 29일, 2nd 미니 앨범 발매 기념 전국 투어 "FLiP NEW album 『感傷中毒』release기념 Livetour 2009" 개최.
- 2009년 7월 4일, 제27회 "PEACEFUL LOVE ROCK FESTIVAL" 참가.
- 2010년 2월 3일, 메이저 데뷔 미니앨범 "DEAR GIRLS"로 메이저 데뷔.

## 음반

### 메이저

#### 싱글
| 순서 | 발매일         | 타이틀       |
| 1st  | 2011년2월 23일 | カートニアゴ |

#### 미니앨범
| 순서 | 발매일         | 타이틀     |
| 1st  | 2010년2월 3일  | DEAR GIRLS |
| 2nd  | 2010년9월 15일 | mulu mole  |

### 인디즈

#### 미니앨범
| 순서 | 발매일         | 타이틀                   |
| 1st  | 2008년6월 25일 | 母から生まれた捻くれの唄 |
| 2nd  | 2009년5월 20일 | 感傷中毒                 |

## 라디오
- 2009년 4월 7일부터 2009년 9월 29일까지 FM오키나와 Radio dub의 "Artist side" 담당.
- 방송 제목은 "FLiPのホントはそうじゃないんです (FLiP의 진실은 그렇지 않아요)."
- 방송 시간은 매주 화요일 21시 30분부터 21시 42분.

## TV
- 2009년 5월 13일 스페이스샤워TV의 록본기 클럽 살몬에 출연.
- 2010년 1월 9일, 1월 16일, 1월 23일 닛폰 TV 방송망의 音龍門 〜MUSIC DRAGON GATE〜에 DRAGON PUSH ARTIST로 선정되어 FLiP에 관하여 다룬 다큐멘터리가 방송되었다.
- 2010년 2월 1일에서 2월 5일까지 일주일간 TV 가나가와의 버라이어티 음악 프로그램 사쿠사쿠에 게스트로 출연.